# Flórián Albert
Flórián „Császár“ Albert [ˈfloːriaːn ˈɒlbɛrt] (* 15. September 1941 in Hercegszántó; † 31. Oktober 2011 in Budapest) war ein ungarischer Fußballspieler und -trainer. Mit seiner Mannschaft Ferencváros Budapest gewann er den Messestädte-Pokal 1964/65. 1967 wurde er als bislang einziger Ungar mit dem Ballon d’Or als „Europas Fußballer des Jahres“ ausgezeichnet.

## Karriere

### Erfolge mit Ferencvárosi TC
Flórián Albert – oft „Császár“, Kaiser, genannt – war einer der gefährlichsten Stürmer seiner Ära und wurde für seine Eleganz gerühmt. In seiner von 1958 bis 1974 andauernden aktiven Zeit spielte er ausschließlich für Ferencváros Budapest. In 351 Ligaspielen erzielte er 256 Tore und gewann dabei vier ungarische Meisterschaften. 1972 gewann er auch den ungarischen Pokal.
Auf internationaler Ebene schaltete Ferencváros mit Albert auf dem Weg in das Finale des Messestädte-Pokals 1964/65 unter anderem AS Rom, Athletic Bilbao und Manchester United aus. Im Finale, das in Turin stattfand, obsiegten die Budapester durch einen Treffer von Máté Fenyvesi in der 74. Minute gegen Juventus Turin mit 1:0 und holten somit die bislang einzige Trophäe der modernen europäischen Pokalwettbewerbe nach Ungarn.

### WM-Torschützenkönig mit der Nationalmannschaft
Mit Ungarn nahm er an den Fußball-Weltmeisterschaften 1962 in Chile und 1966 in England teil. In Chile erzielte er in drei Spielen vier Treffer und lag damit gleichauf mit den Brasilianern Garrincha und Vavá, Leonel Sánchez aus Chile, dem Jugoslawen Dražan Jerković und dem Russen Walentin Iwanow. Garrincha wurde aber per Losentscheid zum offiziellen Torschützenkönig des Turniers gekürt.
Mit Ungarn nahm er auch an den Endrunden der Fußball-Europameisterschaften von 1964 und 1972 teil. Dabei erreichte Ungarn den dritten beziehungsweise vierten Platz.
Flórián Albert spielte insgesamt 75 Mal für sein Heimatland und erzielte dabei 31 Treffer.
Im Jahr 1967 wurde er mit dem Ballon d’Or als „Europas Fußballer des Jahres“ ausgezeichnet und ließ dabei Spieler wie Bobby Charlton, Franz Beckenbauer und Eusébio hinter sich. 1974 beendete er seine Karriere als Fußballspieler, nachdem er sich in einem Länderspiel gegen die dänische Fußballnationalmannschaft eine schwere Verletzung zugezogen hatte.
Nach seiner Spielerlaufbahn steuerte er ursprünglich eine Karriere als Trainer an. 1975/76 trainierte er Al-Ahly Bengasi in Libyen und in der Saison darauf war er im Jugendbereich von Ferencváros tätig. Letztendlich entschied er sich aber, als Journalist zu arbeiten.
Am 21. Dezember 2007, anlässlich des 40-jährigen Jubiläums von Alberts Wahl zu Europas Fußballer des Jahres, ehrte ihn Ferencváros noch einmal, indem es die Spielstätte des Vereines, das 18.100 Zuschauer fassende Stadion „Üllői út“ in Albert-Flórián-Stadion umbenannte.

## Privates
Sein Sohn Flórián Albert junior (* 1967) wurde ebenfalls Profifußballspieler. Er spielte unter anderem für Ferencváros Budapest und stand auch von 1993 bis 1996 in sechs Spielen für die ungarische Nationalelf auf dem Rasen. Flórián Albert senior starb am 31. Oktober 2011 wenige Tage nach einer Herzoperation.

## Erfolge
Mannschaft
- Messestädte-Pokal: 1965

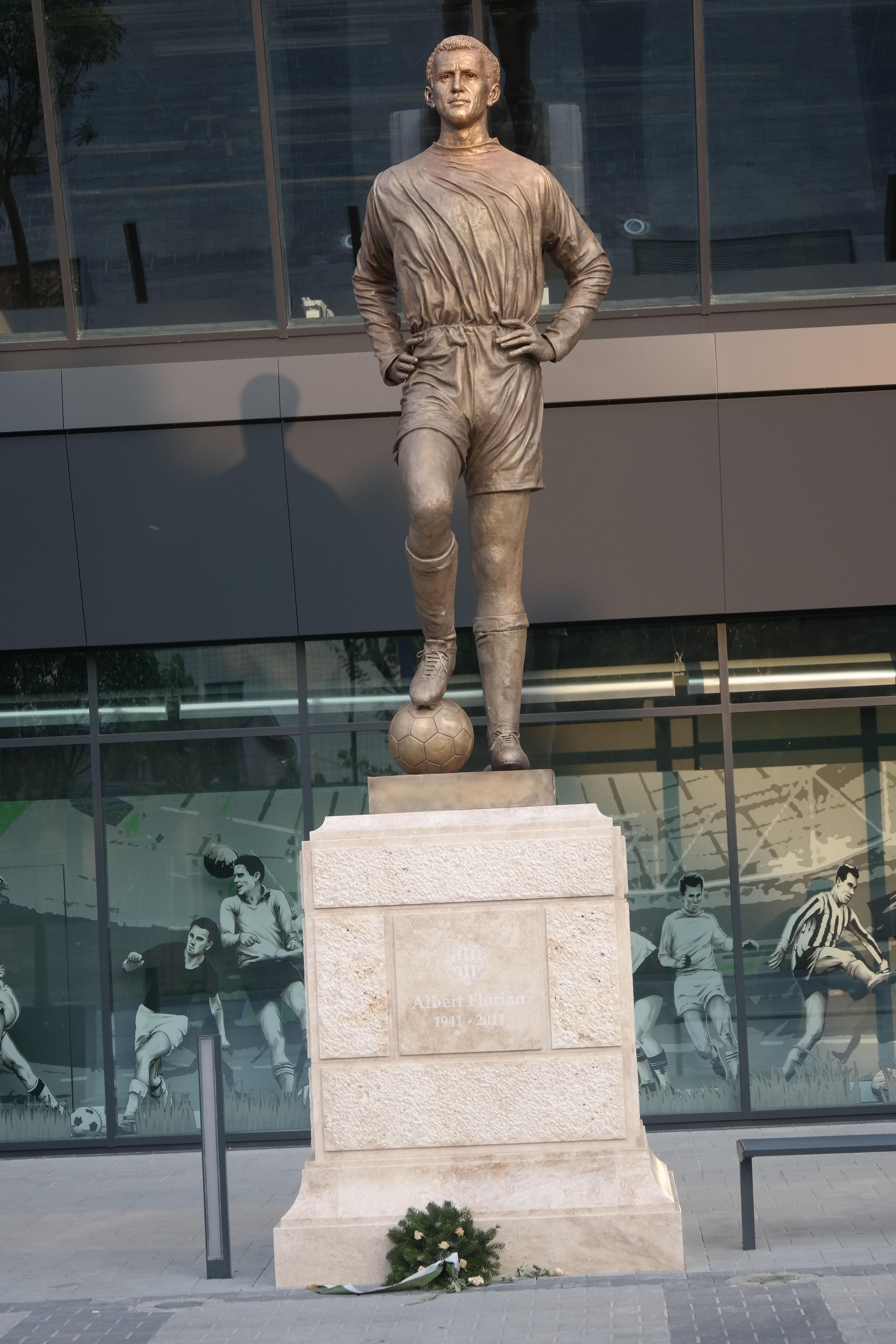
Statue von Flórián Albert vor der Groupama Aréna in Budapest

- Ungarische Meisterschaft: 1963, 1964, 1967, 1968
- Ungarischer Pokal: 1972
- Olympische Bronzemedaille: 1960

Persönlich
- Ballon d’Or („Europas Fußballer des Jahres“): 1967
- Torschützenkönig der Weltmeisterschaft: 1962 (4 Tore)
- Torschützenkönig des Europapokals der Landesmeister: 1966 (7 Tore)
- Torschützenkönig des Messepokals: 1967 (8 Tore)
- Torschützenkönig der ungarischen Liga: 1960 (27 Tore), 1961 (21), 1965 (27)